# BSG Motor West Leipzig
Die Betriebssportgemeinschaft (BSG) Motor West Leipzig ist eine ehemalige Sportgemeinschaft, die von 1950 bis 1990 im südwestlichen Leipziger Stadtteil Kleinzschocher beheimatet war.

## Strukturelle Entwicklung
Die Wurzeln der BSG Motor West gehen bis zum TuB Leipzig West, der 1905 gegründet wurde, zurück. 1920 wurde das Anhängsel „West“ gestrichen. Nach dem Ende des Zweiten Weltkriegs wurde der Verein TuB wie alle Sportvereine verboten, als locker organisierte Sportgemeinschaft (SG) konnte der Sportverkehr unter der Bezeichnung SG Leipzig-Kleinzschocher-West fortgesetzt werden. Nach Einführung des Betriebssportgemeinschafts-Systems (BSG) nannte sich die SG 1950 in BSG Vorwärts Südwest Leipzig um. Noch im selben Jahr erfolgte eine erneute Umbenennung in BSG Stahl West Leipzig. Da der Begriff Stahl offensichtlich nicht zum Trägerbetrieb passte, wurde im April 1952 aus Stahl West Motor West (Motor = Sportvereinigung Metallverarbeitung). Als nach der politischen Wende von 1990 das BSG-System zusammenbrach, gründeten Mitglieder der bisherigen BSG Motor West den eingetragenen Verein SV Motor West, der am 22. September 1992 wieder den ursprünglichen Namen TuB Leipzig annahm.

## Fußball
Nach Jahren der Zweitklassigkeit erreichte TuB Leipzig 1920 den Aufstieg in die Gauliga Nordwestsachsen, die höchste Spielklasse im Verband Mitteldeutscher Ballspiel-Vereine. 
Dort spielte TuB bis 1933 und erreichte Mittelfeldplätze. Nach der Saison 1932/33 belegten sie nur den letzten 10. Platz. Der mitteldeutsche Verband wurde aufgelöst und die Vereine in Sportgaue, mit der Gauliga als höchste Klasse, eingereiht. TuB spielte von 1933 bis 1945 in der zweitklassigen Fußball-Bezirksklasse Leipzig (ab 1940 1. Klasse Leipzig). Der Verein wurde dreimal Vizemeister (1939, 1940, 1942) jeweils hinter Wacker Leipzig und verpasste knapp die Aufstiegsspiele und möglichen Aufstieg in die Gauliga Sachsen. TuB hatte in der Bezirksklasse im Durchschnitt 1000 Zuschauer bei Heimspielen.
Nach dem Zweiten Weltkrieg beteiligte sich die SG Leipzig-Kleinzschocher West mit den stärksten Mannschaften von Leipzig Stadt u. Land 3 Spielserien bis 1948 an regionalen Meisterschaften. 1948/49 erfolgten die Punktspiele im Bezirk Leipzig. 26 Mannschaften ermittelten in einfacher Runde die künftigen Teilnehmer der Landesliga Sachsen und Bezirksliga. Kleinzschocher-West kam auf den 6. Platz ein und verpasste den Aufstieg bzw. Relegation zur Landesliga genauso wie der 5. SG Leipzig-Thekla. Der 7. die SG Glück-Auf Markranstädt dagegen erreichte über Aufstiegsspiele die Landesliga. Diese Diskrepanz konnte nie geklärt werden. Als zur Saison 1949/50 in der Ostzone der Fußball landesweit neu organisiert wurde, kam die SG Kleinzschocher-West als BSG Vorwärts Südwest Leipzig in die drittklassige Bezirksliga Nordwestsachsen. In den beiden nächsten Spielserien spielte der Verein als BSG Stahl West im Bezirk. Nach einer erneuten Strukturänderung landete die BSG Motor West 1952/53 für ein Jahr in der Kreisklasse Leipzig, der 5. Liga. Nach der Rückkehr in die Bezirksklasse Leipzig blieb die BSG von der Saison 1953/54 bis 1984 mit einigen kurzen Unterbrechungen in der Bezirksklasse, die bis auf die Periode der II. DDR-Liga 4. Spielklasse im DDR-Fußballbetrieb war. Nachdem dem Abstieg 1984 gelang der BSG Motor West Leipzig vorerst keine Rückkehr mehr in eine höhere Liga. Zum einzigen überregional bekannten Fußballspieler wurde Andreas Wendt, der von 1960 bis 1967 in den Nachwuchsmannschaften der BSG Motor West spielte und später Oberligaspieler bei Energie Cottbus wurde.
1992 gelang dem Verein unter dem Gründernamen TuB Leipzig der Aufstieg in die Bezirksklasse. Innerhalb des DFB war das die 6. Liga. 1999/2000 stieg TuB in die Stadtliga Leipzig ab. Der sportliche Niedergang konnte nicht gestoppt werden und endete in der 1. Kreisklasse mit dem letzten Platz 2015/16. Im Juni 2017 schloss sich TuB Leipzig mit den Leipziger Vereinen VfK Blau-Weiß und United FC zum FC Blau-Weiß Leipzig zusammen. Die Tradition von 105 Jahren Fußball als TuB und Motor West ist in diesen Vereinsnamen nicht mehr zu erkennen.

## Handball
In den frühen 1950er Jahren gehörten die Handballspieler der BSG Stahl bzw. Motor West zur Spitzenklasse des DDR-Handballs. Größter Triumph war der zweimalige Gewinn der DDR-Feld-Meisterschaft der Frauen. Im Endspiel 1950 gewannen die Handballerinnen der BSG Vorwärts Südwest Leipzig ihre erste Meisterschaft mit einem 11:3-Sieg über die BSG KWU Weimar. 1951 hieß der Endspielgegner der BSG Stahl West BSG Fortschritt Weißenfels, der mit 5:3 besiegt wurde. Die Frauen von Motor West waren auch in den Hallenfinals von 1952 und 1953 vertreten, wo sie jeweils BSG Einheit Weimar mit 7:9 bzw. 9:6 unterlagen. In der DDR-Frauen-Feldliga, der höchsten Spielklasse war die BSG Motor noch bis 1956 vertreten. Danach stieg die Mannschaft ab und kehrte nicht wieder in die Spitzenliga zurück. In der Halle erreichten die Frauen der BSG Stahl West 1951 und 1952 das Halbfinale um die DDR-Meisterschaft, verloren aber sowohl gegen die BSG KWU Weimar (2:5) als auch gegen den SC Weißensee (0:6). Danach wechselten die Hallenhandballerinnen zur BSG Rotation Leipzig Mitte.
Die Handballmänner machten nur mit der BSG Stahl West von sich Reden, als sie 1951 bei der Feldmeisterschaft das kleine Finale erreichten, dort aber der BSG Stahl Süd Magdeburg mit 7:9 unterlagen. 1951/52 und 1952/53 waren die Feldhandballer noch in der Feld-Handball-Oberliga vertreten, wechselten danach aber zur BSG Lokomotive Nord Leipzig.
Der Handballspieler Händel der BSG Motor West gehörte 1952 zum Kader der DDR-Nationalmannschaft. Die Goldmedaillengewinnerin im Handball bei den IV. Weltfestspiele der Jugend und Studenten 1953 Hertha Adam (Motor West) wurde vom DDR-Ministerrat mit dem Titel Meister des Sports ausgezeichnet.

## Billard
Die DDR-Meisterschaften im Billard-Kegeln der Frauen wurde 1951 bis 1953 von Elsa Schmidt dominiert, die als Mitglied der BSG Stahl/Motor West Leipzig 16-mal den Meistertitel errang. 1957, 1959 und 1960 gewann sie mit Motor West auch die Mannschaftsmeisterschaft.